# 비키 피터슨
비키 피터슨(Vicki Peterson, 1958년 1월 11일 ~ )은 미국의 가수이다. 밴드 뱅글스의 멤버이다.